# アルメニア革命連盟
アルメニア革命連盟（Հայ Յեղափոխական Դաշնակցութիւն、ラテン文字転写:Hay Heghapokhakan Dashnaktsutyun、英語:Armenian Revolutionary Federation 略称:ARF）は、アルメニアの民族主義・社会主義政党。日本語ではダシナクツチュン（党） またはダシナク党と表記されることもある。下記の経緯によりレバノン、ナゴルノ・カラバフにも勢力を持つ。
1890年創設。当初から社会主義を標榜し、オスマン帝国の支配下から脱し大アルメニアを建国すべく活動していた。オスマン帝国によるアルメニア人虐殺を頻繁に取り上げてきた。
1917年のロシア革命ののち、アルメニア第一共和国の建国で主導的な役割を果たしたが、同政権は1920年にボリシェビキによって追放されてしまう。以後、ARFは海外のアルメニア人コミュニティを拠点として亡命組織として活動することになる。特にレバノンが活動の中心となり、レバノン内戦ではキリスト教徒少数派としてファランヘ党と共同戦線を張っていた。
1991年にソビエト連邦の崩壊が起こると、ARFは故国アルメニアでの活動を再開した。2007年にはアルメニア共和党、繁栄するアルメニアと協定を結んで連立与党となった。また、この間ナゴルノ・カラバフ戦争においても積極的な役割を果たした。その事からアルツァフ共和国の国民議会にも議席を有する。
ARFは1907年に第二インターナショナルに加盟して以来の、古参の社会主義インターナショナルのメンバーでもある（ただし1960年から1996年にかけてはメンバーではなかった）。また、現在もレバノンでも引き続き活動している。